# Spiraeanthemum
Genre
Spiraeanthemum est un genre de plantes de la famille des Cunoniaceae.

## Liste d'espèces
Selon Catalogue of Life (6 août 2020) :
- Spiraeanthemum bougainvillense R. D. Hoogland
- Spiraeanthemum brongniartianum Schlechter
- Spiraeanthemum collinum (Hoogland) Pillon
- Spiraeanthemum davidsonii F. Müll.
- Spiraeanthemum densiflorum Brongn. & Gris
- Spiraeanthemum ellipticum Vieill. ex Pamp.
- Spiraeanthemum graeffei Seem.
- Spiraeanthemum integrifolium Pulle
- Spiraeanthemum katakata Seem.
- Spiraeanthemum macgillivrayi Seem.
- Spiraeanthemum meridionale (Hoogland) Pillon
- Spiraeanthemum parvifolium Schlechter
- Spiraeanthemum pedunculatum Schlechter
- Spiraeanthemum pubescens Pamp.
- Spiraeanthemum pulleanum Schlechter
- Spiraeanthemum reticulatum Schlechter
- Spiraeanthemum samoense A. Gray
- Spiraeanthemum serratum Gillespie
- Spiraeanthemum vitiense A. Gray

Selon Tropicos (6 août 2020) (Attention liste brute contenant possiblement des synonymes) :
- Spiraeanthemum austrocaledonicum Brongn. & Gris
- Spiraeanthemum brongniartianum Schltr.
- Spiraeanthemum collinum (Hoogland) Pillon
- Spiraeanthemum davidsonii F. Muell.
- Spiraeanthemum densiflorum Brongn. & Gris
- Spiraeanthemum ellipticum Vieill. ex Pamp.
- Spiraeanthemum graeffei Seem.
- Spiraeanthemum idenburgense L.M. Perry
- Spiraeanthemum kajewskii L.M. Perry
- Spiraeanthemum katakata Seem.
- Spiraeanthemum lanceolatum L.M. Perry
- Spiraeanthemum macgillivrayi Seem.
- Spiraeanthemum meridionale (Hoogland) Pillon
- Spiraeanthemum novoguineense L.M. Perry
- Spiraeanthemum pedunculatum Schltr.
- Spiraeanthemum pubescens Pamp.
- Spiraeanthemum samoense A. Gray
- Spiraeanthemum serratum Gillespie
- Spiraeanthemum undulatum Vieill.
- Spiraeanthemum vitiense A. Gray